# German Open 1965
Die German Open 1965 im Badminton (auch Internationale Meisterschaften von Deutschland genannt) fanden vom 5. bis zum 7. März 1965 in der Ruhrlandhalle in Bochum statt. Es war die 11. Auflage des Turniers.

## Sieger und Platzierte
| Disziplin    | Gold                            | Silber                       | Bronze                             |
| ------------ | ------------------------------- | ---------------------------- | ---------------------------------- |
| Herreneinzel | Alan Parsons                    | Lee Kin Tat                  | Richard Purser                     |
| Herreneinzel | Alan Parsons                    | Lee Kin Tat                  | Kurt Johnsson                      |
| Dameneinzel  | Ursula Smith                    | Irmgard Latz                 | Marieluise Wackerow                |
| Dameneinzel  | Ursula Smith                    | Irmgard Latz                 | Gerda Schumacher                   |
| Herrendoppel | Alan Parsons William Kerr       | Friedhelm Wulff Peter Birtel | William Havers Lance Ellwood       |
| Herrendoppel | Alan Parsons William Kerr       | Friedhelm Wulff Peter Birtel | Karl-Heinz Garbers Günther Schwarz |
| Damendoppel  | Brenda Parr Ursula Smith        | Sue Pound Veronica Brock     | Heide Hau Marieluise Wackerow      |
| Damendoppel  | Brenda Parr Ursula Smith        | Sue Pound Veronica Brock     | Heidi Menacher Edeltraud Hefter    |
| Mixed        | Richard Purser Gerda Schumacher | William Kerr Lore Hawig      | William Havers Ursula Smith        |
| Mixed        | Richard Purser Gerda Schumacher | William Kerr Lore Hawig      | Lance Ellwood Brenda Parr          |

## Finalergebnisse
| Disziplin    | Sieger                          | Finalist                     | Ergebnis         |
| ------------ | ------------------------------- | ---------------------------- | ---------------- |
| Herreneinzel | Alan Parsons                    | Lee Kin Tat                  | 15-9, 17-14      |
| Dameneinzel  | Ursula Smith                    | Irmgard Latz                 | 7-11, 11-3, 11-2 |
| Herrendoppel | Alan Parsons William Kerr       | Friedhelm Wulff Peter Birtel | 2-0              |
| Damendoppel  | Brenda Parr Ursula Smith        | Sue Pound Veronica Brock     | 15-5, 17-16      |
| Mixed        | Richard Purser Gerda Schumacher | William Kerr Lore Hawig      | 18-14, 18-14     |